# تسمية غولد
تسمية غولد مماثلة لتسمية فلامستيد في الطريقة حيث تستخدم الأرقام بدلا من الحروف اليونانية والرومانية ويتصاعد رقم النجم ضمن الكوكبة بحسب ترتيب المطلع مستقيم. يتم تعيين لكل نجم عدد صحيح (ابتداء من 1)، تليها مسافة ثم " G. " (أو أحيانا بدون مسافة)، مضاف إليه الاضافة اللاتينية للكوكبة التي يقع فيها النجم
تم تعيين التسميات وفقا لمواقع النجوم "وفقا للحقبة 1875.0 ,لكن بسبب حركة المبادرة  فقد تغير موقع بعض النجوم
ظهرت تسمية غولد لأول مرة في مرصد الأرجنتين في قرطبة , على يد الفلكي بنجامين أبثورب غولد الذي نشر فهرس عام 1879 
سقطت العديد من هذه التسميات ولم تعد قيد الاستخدام، على الرغم من انة يوجد العديد من النجوم الجنوبية المشرقة نسبيا (والتي هي بعيدة جدا نحو الجنوب مازلت تحمل تسميات فلامستيد)، لا تزال أرقام غولد التسميات البسيطة الوحيدة والمتاحة دون الرجوع إلى أرقام الكتالوجات المرهقة.
هناك 66 من الأبراج الواردة في نظام الترقيم لغولد (بعضها تم تناولها جزئيا أو كليا من قبل أرقام فلامستيد)

## 33 الأبراج التي تحتوي على أرقام فلامستيد وغولد
- قائمة النجوم في كوكبة الدلو
- قائمة النجوم في كوكبة العقاب
- قائمة النجوم في كوكبة العواء
- قائمة النجوم في كوكبة السرطان
- قائمة النجوم في كوكبة الكلب الأكبر
- قائمة النجوم في كوكبة الكلب الأصغر
- قائمة النجوم في برج الجدي
- قائمة النجوم في كوكبة قنطورس
- قائمة النجوم في كوكبة قيطس
- قائمة النجوم في كوكبة الغراب
- قائمة النجوم في كوكبة الباطية
- قائمة النجوم في كوكبة الدلفين
- قائمة النجوم في كوكبة قطعة الفرس
- قائمة النجوم في كوكبة النهر
- قائمة النجوم في كوكبة الجاثي
- قائمة النجوم في كوكبة الشجاع
- قائمة النجوم في كوكبة الأسد
- قائمة النجوم في كوكبة الأرنب
- قائمة النجوم في كوكبة الميزان
- قائمة النجوم في كوكبة السبع
- قائمة النجوم في كوكبة وحيد القرن
- قائمة النجوم في كوكبة الحواء
- قائمة النجوم في كوكبة الجبار
- قائمة النجوم في كوكبة الفرس الأعظم
- قائمة النجوم في كوكبة الحوت
- قائمة النجوم في كوكبة الحوت الجنوبي
- قائمة النجوم في كوكبة الكوثل
- قائمة النجوم في كوكبة الرامي
- قائمة النجوم في كوكبة العقرب
- قائمة النجوم في كوكبة الحية
- قائمة النجوم في كوكبة السدس
- قائمة النجوم في كوكبة الثور
- قائمة النجوم في كوكبة العذراء

## 33 الأبراج التي تحتوي على أرقام غولد فقط
- مفرغة الهواء
- طائر الفردوس
- المجمرة
- الإزميل
- القاعدة
- الحرباء
- البيكار
- الحمامة
- الإكليل الجنوبي
- صليب الجنوب
- أبو سيف
- الكور
- الكركي
- الساعة
- حية الماء
- الهندي
- الجبل
- المجهر
- الذبابة
- مربع النجار
- الثمن
- الطاووس
- العنقاء
- المرسمة
- البوصلة البحرية
- الشبكة
- معمل النحات
- الترس
- المرقب
- المثلث الجنوبي
- الطوقان
- الشراع
- السمكة الطائرة